# Caribbean Princess
Caribbean Princess è una nave da crociera della compagnia di navigazione Princess Cruises.

## Storia

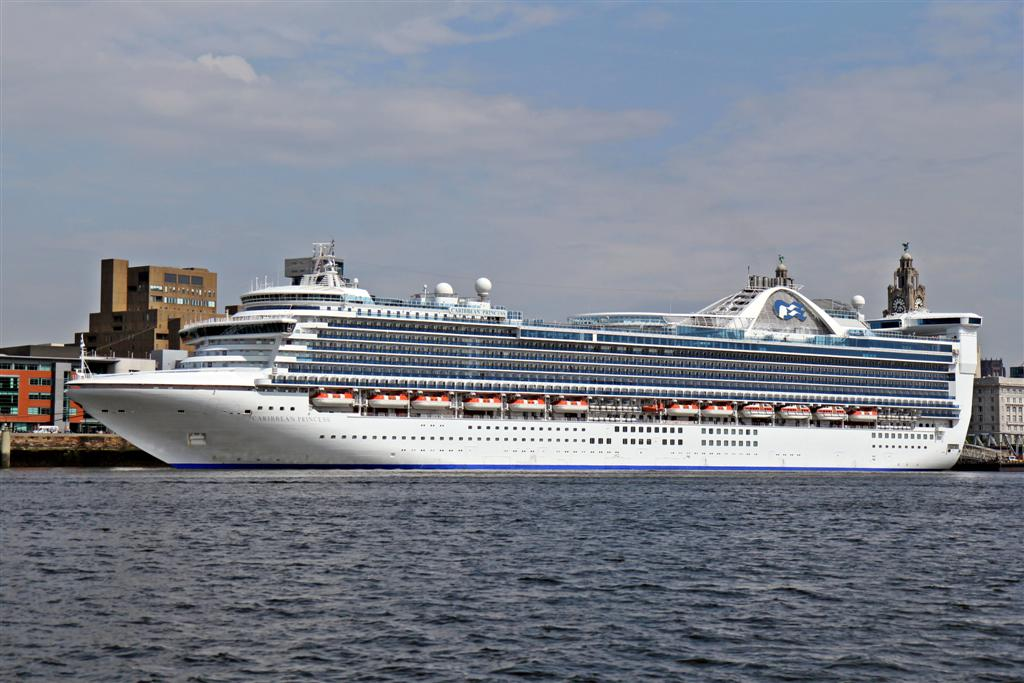
Caribbean Princess a Liverpool con la vecchia livrea.

La nave appartiene alla sottoclasse Caribbean (di cui è l'unico esemplare) della classe Grand, da cui si differisce principalmente per l'aggiunta di un ponte. Tale modifica, per questioni di baricentro nave, ha comportato la ri-progettazione degli ultimi due ponti, trasformati da acciaio a lega leggera.
È stata costruita presso il cantiere navale di Monfalcone da Fincantieri ed è entrata in servizio nel 2004.